# 3C Records
3C Records est un label indépendant américain qui fut créé dans les années 1980.
La société 3C Records est issue de l'ancien label Laurie Records.
3 C Records est l'acronyme de "Continental Communications Corporation".
3 C Records fut racheté par le label EMI Group dans les années 1990.